# 우노자와 유지
우노자와 유지(일본어: 宇野沢 祐次, 1983년 5월 3일 ~ )는 일본의 전 축구 선수이다.

## 구단 경력
그는 2002년부터 2019년까지 J리그의 가시와 레이솔, 아비스파 후쿠오카, AC 나가노 파르세이루에서 활동하였다.

## 국가대표팀 경력
그는 2003년 FIFA 세계 청소년 축구 선수권 대회에 참가할 일본 U-20 국가대표팀에 선발되었으나 경기에 출전하지는 못하였다.